# 圣艾尼昂 (阿登省)
圣艾尼昂（法語：Saint-Aignan，法語發音：[sɛ̃.t‿ɛɲɑ̃]）是法国阿登省的一个市镇，属于色当区。

## 地理
圣艾尼昂（49°39'10"N, 4°50'47"E）面积7.74 平方千米，位于法国大東部大區阿登省，该省份为法国北部内陆省份，西接埃纳省，南至马恩省，东临默兹省，北与比利时接壤。
与圣艾尼昂接壤的市镇（或旧市镇、城区）包括：舍沃日、阿诺涅圣马丹、奥米库尔、萨波涅和弗谢尔、巴尔河畔维莱、谢姆里-谢埃里。

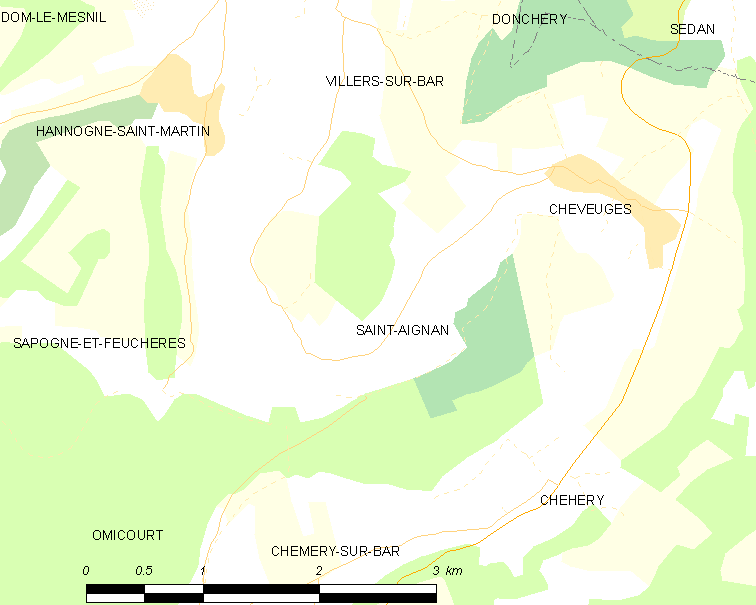
的OSM定位图

圣艾尼昂的时区为UTC+01:00、UTC+02:00（夏令时）。

## 行政
圣艾尼昂的邮政编码为08350，INSEE市镇编码为08377。

## 政治
圣艾尼昂所属的省级选区为色当第一县。

## 人口

1962-2008年间人口变化图示

圣艾尼昂于2022年1月1日时的人口数量为151人。